# Сафин, Камиль Масгутович
Камиль Масгутович Сафин  (каз. Камиль Масгутұлы Сафин; 30 ноября 1959, Петропавловск, Казахская ССР, СССР — 21 марта 2013, Астана, Казахстан), советский боксёр минимальной и наилегчайшей весовых категорий (до 48 кг), выступал за сборную СССР во второй половине 1970-х годов.
Мастер спорта СССР международного класса по боксу.
Чемпион СССР-1979 и чемпион Спартакиады народов СССР-1979.

## Биография
Родился 30 ноября 1959 года в городе Петропавловск Казахской ССР.
Как спортсмен, оставил о себе яркое впечатление. Был членом сборной Советского Союза с 1977 по 1983 годы. 
В августе 1979 года выиграл Спартакиаду народов СССР и одновременно звание чемпиона СССР вместе с Виктором Демьяненко. В октябре 1979 года выиграл серебряную медаль на Первом Кубке мира в Нью-Йорке (США) в весе 48 кг, тогда Кубок выиграли в своих категориях другие казахстанцы Виктор Демьяненко (60 кг) и Серик Конакбаев (63,5 кг).
В 1980 году стал победителем в наилегчайшем весе в матчевой встрече СССР - США.
В 2001 году открыл и возглавил Областную детско-юношескую школу бокса. Как тренер, оставил яркий след в истории отечественного спорта, воспитал плеяду талантливых боксеров и тренеров.
C 2011 года руководил Школой высшего спортивного мастерства по олимпийским видам спорта Северо-Казахстанской области..
Умер от тяжёлой болезни 21 марта 2013 года в Астане .

## Память
- С 1996 по 2012 годы в Петропавловске проводился республиканский турнир по боксу среди молодежи на призы Камиля Сафина, который после его безвременной смерти стал республиканским турниром памяти Камиля Сафина.
- 30 ноября 2018 года в день его рождения в Петропавловске у ОДЮСШ бокса (ул.Парковая 141) был открыт бюст Камилю Сафину[3].